# Kildebakkeskolen
Kildebakkeskolen ligger i Vildbjerg by. Skolen er enkeltsporet, og har klassetrin fra 0.-6. klasse med 156 elever. Når eleverne har afsluttet 6. klasse starter de fleste på Vildbjerg Skole.
Kildebakkeskolens ansatte består af 12 lærere, 1 børnehaveklasseleder og 1 skoleleder.
Skolens SFO består af 105 børn. SFO'ens ansatte består af 4 pædagoger, 3 medhjælpere og 1 SFO-leder.
Kildebakkeskolen sender hver dag børnene på en løbetur eller gåtur på 1 km., så de får bevæget sig og får bevægelse i undervisningen.
56°11′44″N 8°46′27″Ø / 56.195437°N 8.774167°Ø